# Piet Nolting
Pieter (Piet) Nolting (Amsterdam, 23 juli 1852 – aldaar, 6 juli 1923) was een Nederlands politicus.
Nolting was een zoon van Pieter Nolting en Elizabeth Trakzel. Hij was Amsterdamse biljartmakersgezel, die in 1897 als een van de eerste arbeiders voor de Radicale Bond Tweede Kamerlid werd. Hij was bestuurslid van het Algemeen Nederlands Werkliedenverbond. Hij zette zich als Kamerlid (na 1901 voor de VDB) in voor het gemeentepersoneel en de politie. Hij sprak met een onvervalst Amsterdams accent.
Op 7 februari 1877 trouwde hij in Amsterdam met Catharina Maria Westrik (1851).